# Dicallaneura ribbei
Dicallaneura ribbei is een vlindersoort uit de familie van de prachtvlinders (Riodinidae), onderfamilie Nemeobiinae.
Dicallaneura ribbei werd in 1886 beschreven door Röber.